# Skarbimierzyce
Skarbimierzyce (deutsch Sparrenfelde) ist ein Dorf in der polnischen Woiwodschaft Westpommern. Es gehört zur Landgemeinde Dobra (Daber) im Powiat Policki (Pölitzer Kreis).

## Geographische Lage
Skarbimierzyce liegt im östlichen Vorpommern, etwa 7 km südöstlich des Dorfs Dobra (Daber),
15 km südwestlich der Stadt Police (Pölitz) und 5 km westlich von Stettin.

## Geschichte
Sparrenfelde wurde bereits im Jahre 1243 in zwei vom pommerschen Herzog Barnim I. ausgestellten Bewidmungsurkunden erwähnt.
Das Dorf mit einem Vorwerk war früher ein Lehen der Familie Wussow. Nachdem es andere Besitzer gehabt hatte, wurde es 1754 an ein Mitglied der Familie Ramin verkauft. Nachdem weitere Besitzerwechsel stattgefunden hatten, wurde das Gut 1862 an den Gutspächter Müller verkauft, der es an seinen Bruder verpachtete.
Das Dorf Sparrenfelde wurde später ein Ortsteil der Gemeinde Neuenkirchen im Kreis Randow im Regierungsbezirk Stettin der Provinz Pommern. Am 15. Oktober 1939 wurde Sparrenfelde in die Stadt Stettin eingemeindet, bei der es bis 1945 blieb.
Nach Ende des Zweiten Weltkriegs wurde Sparrenfelde polnisch und in Skarbimierzyce umbenannt.

## Religion
Die vor 1945 in Sparrenfelde anwesende Bevölkerung gehörte mit großer Mehrheit der evangelischen Konfession an. Die Protestanten gehörten zum evangelischen Kirchspiel Neuenkirchen, die Katholiken zum katholischen Kirchspiel Stettin.

## Verkehr
Der Ort liegt an der Landesstraße 10 (Droga krajowa 10), die am Grenzübergang Linken/Lubieszyn (Neu Linken) als Fortsetzung der Bundesstraße 104 (ehemalige Reichsstraße 104, hier auch: Hansische Ostseestraße) beginnt und durch die Stadtmitte von Stettin führt.

## Sehenswürdigkeiten
Auf der Feldmark bei Sparrenfelde ließ der damalige Rittergutsbesitzer Weste einen Obelisken als schwarzem Granit als Gedenkstein zu Ehren Kaiser Wilhelms I. errichten. In Anwesenheit des Landrates Heinrich von Manteuffel wurde das Denkmal am 8. November 1888 feierlich enthüllt.
Der Sockel aus rotbraunem Granit trug an seiner Vorderseite die Widmungsinschrift: